# Elecciones generales de España de 2015
El domingo 20 de diciembre de 2015 se celebraron elecciones generales en España. Fueron las duodécimas desde la transición a la democracia y las primeras con Felipe VI como rey. 
Hasta la fecha, estas han sido las únicas elecciones democráticas de la historia de España que se han celebrado en la fecha prevista, y no de forma anticipada.
Los 36 510 952 ciudadanos con derecho al voto, 34 635 680 residentes en el país y 1 875 272 en el extranjero, fueron llamados a decidir la renovación de 558 de los 616 escaños que conforman las Cortes Generales: los 350 del Congreso de los Diputados y los 208 de elección directa del Senado. Tras estas elecciones comenzó la xi legislatura de las Cortes Generales.
Fueron convocadas por el rey, a propuesta del presidente del Gobierno, Mariano Rajoy, y previa deliberación del Consejo de Ministros, mediante la expedición del real decreto de disolución de las Cortes Generales y convocatoria de elecciones, que entró en vigor un día después mediante su publicación en el Boletín Oficial del Estado, en cumplimiento del artículo 115 de la Constitución y del artículo 42, apartado primero, de la Ley Orgánica 5/1985, de 19 de junio, del Régimen Electoral General.
Ese mismo día se celebraron elecciones locales parciales en 30 municipios y en 113 entidades de ámbito territorial inferior al municipio que tras las elecciones del 24 de mayo tuvieron que ser repetidas por la falta de candidatos.
La candidatura más votada fue la del Partido Popular (PP), liderado por el presidente Mariano Rajoy, que obtuvo en el Congreso de los Diputados una mayoría simple de 123 escaños (63 menos que en 2011) y un 28,72 % de los sufragios.
El segundo partido más votado fue el Partido Socialista Obrero Español (PSOE), liderado por Pedro Sánchez, que obtuvo el 22,01 % de los votos, lo que se tradujo en 90 escaños (20 menos que en los anteriores comicios, su peor resultado en la actual democracia).
Podemos, partido liderado por Pablo Iglesias, se presentó por primera vez a unas generales y obtuvo 42 diputados (un 12,69 % de los votos), que sumado a las coaliciones electorales autonómicas En Comú Podem (12 parlamentarios, 3,69 % de los votos), Compromís-Podemos-És el moment (9, 2,67 %) y En Marea (6, 1,63 %), todas ellas vinculadas a Podemos y otras formaciones de izquierda, dieron un total de 69 diputados y el 20,68 % de los votos. El otro partido emergente, Ciudadanos-Partido de la Ciudadanía (Cs), liderado por Albert Rivera, obtuvo 40 diputados (un 13,94 % de los votos).
El resto del arco parlamentario quedó configurado por Esquerra Republicana de Catalunya-Catalunya Sí (9, 2,39 %), Democràcia i Llibertat (8, 2,25 %), el Partido Nacionalista Vasco (6, 1,20 %), Unidad Popular: Izquierda Unida, Unidad Popular en Común (2, 3,68 %), Euskal Herria Bildu (2, 0,87 %) y Coalición Canaria-Partido Nacionalista Canario (1, 0,32 %). Por otra parte, Unión Progreso y Democracia, Unión Democrática de Cataluña, el Bloque Nacionalista Galego —que se presentaba en la candidatura Nós— y la coalición Geroa Bai, que tuvieron representación en la x legislatura, no obtuvieron ningún escaño.
En el Senado, el Partido Popular mantuvo la mayoría absoluta, con 124 escaños de los 208 de designación libre en juego, aunque perdió 12. El Partido Socialista Obrero Español perdió uno, obteniendo 47, seguido de Podemos (9), Esquerra Republicana de Catalunya-Catalunya Sí (6, seis más que en 2011), Democràcia i Llibertat (6), el Partido Nacionalista Vasco (6), En Comú Podem (4), En Marea (2) y Compromís-Podemos-És el moment, Cambio-Aldaketa, Coalición Canaria-Partido Nacionalista Canario y la Agrupación Socialista Gomera (todos ellos con un representante).

## Antecedentes

### Elección de la fecha
El 14 de mayo de 2014, un artículo publicado por el diario ABC aseguró que Rajoy barajaba la posibilidad de retrasar la convocatoria de las elecciones generales de 2015 a enero de 2016, basándose en una interpretación laxa de la Ley Orgánica del Régimen Electoral General y la Constitución, que permitiría el aplazamiento de la convocatoria de elecciones generales hasta el 20 de febrero de 2016. La idea de Rajoy sería que, cuanto más tiempo pasase hasta el día de las elecciones, mejor valoraría la ciudadanía los resultados económicos que se obtendrían por esas fechas.
En varias declaraciones posteriores a la prensa, Rajoy aseguró que tenía intención de «agotar la legislatura», dudando entre los días 13 y 20 de diciembre de 2015, siendo esta última fecha la opción «más probable».
Finalmente el 1 de octubre, Rajoy confirmó que las elecciones se celebrarían el día 20 de diciembre, que convirtieron a la x legislatura en el periodo más largo sin elecciones generales de la actual democracia española —cuatro años y un mes—. El 27 de octubre se publicó en el Boletín Oficial del Estado el decreto de disolución de las Cortes y de convocatoria de elecciones para el 20 de diciembre de 2015.

## Sistema electoral
La legislación que actualmente regula los procesos electorales en España consiste en las siguientes normas:
- La Constitución.[1]
- La Ley Orgánica 5/1985, de 19 de junio, del Régimen Electoral General (LOREG).[10]
- Ley Orgánica 2/2011, de 28 de enero, por la que se modifica la Ley Orgánica 5/1985, de 19 de junio, del Régimen Electoral General.[25]

### Congreso de los Diputados
La Constitución establece que el Congreso de los Diputados, elegido cada cuatro años, se compone de un mínimo de 300 y de un máximo de 400 diputados, elegidos por sufragio universal, libre, igual, directo y secreto. La circunscripción electoral del Congreso es la provincia —Ceuta y Melilla son consideradas circunscripciones a todos los efectos—. El número total de diputados está fijado por la LOREG —350 diputados—, asignando una representación mínima inicial a cada circunscripción —2 diputados; 1 en el caso de Ceuta y Melilla— y distribuyendo los otros 248 en proporción a la población de derecho. La elección se verificará en cada circunscripción atendiendo a criterios de representación proporcional.
No se tienen en cuenta aquellas candidaturas que no hubieran obtenido, al menos, el 3 % de los votos válidos emitidos en la circunscripción. Los representantes se asignan según el sistema d'Hondt. Se considera voto válido todo aquel dado a una candidatura o emitido en blanco, pero no el voto nulo.
Se acusa a la división en circunscripción provincial de perjudicar seriamente a los partidos pequeños y a los medianos cuya distribución no esté concentrada territorialmente. El porcentaje mínimo de votos del 3 % para considerar una candidatura solo tiene implicaciones prácticas en las circunscripciones grandes en las que se eligen un gran número de diputados. en el resto ese mínimo no influye en la adjudicación de escaños.
La distribución y número de diputados para las elecciones de 2015 quedaron fijados de la siguiente manera:
| Circunscripción                                                                 | Diputados | Mapa |
| ------------------------------------------------------------------------------- | --------- | ---- |
| Madrid                                                                          | 36        |      |
| Barcelona                                                                       | 31        |      |
| Valencia(–1)                                                                    | 15        |      |
| Alicante y Sevilla                                                              | 12        |      |
| Málaga(+1)                                                                      | 11        |      |
| Murcia                                                                          | 10        |      |
| Cádiz(+1)                                                                       | 9         |      |
| Asturias, Baleares, La Coruña, Las Palmas y Vizcaya                             | 8         |      |
| Granada, Pontevedra, Santa Cruz de Tenerife y Zaragoza                          | 7         |      |
| Almería, Badajoz, Córdoba, Gerona, Guipúzcoa, Tarragona y Toledo                | 6         |      |
| Cantabria, Castellón, Ciudad Real, Huelva, Jaén(–1), León, Navarra y Valladolid | 5         |      |
| Álava, Albacete, Burgos, Cáceres, Lérida, Lugo, Orense, La Rioja y Salamanca    | 4         |      |
| Ávila, Cuenca, Guadalajara, Huesca, Palencia, Segovia, Teruel y Zamora          | 3         |      |
| Soria                                                                           | 2         |      |
| Ceuta y Melilla                                                                 | 1         |      |

### Senado
De acuerdo con la Constitución, el Senado es una Cámara de representación territorial. Además de los 206 senadores que son elegidos por sufragio universal, libre, igual, directo y secreto, los órganos legislativos de las comunidades autónomas designan un senador y otro por cada millón de habitantes, conformando así un total de 266 senadores. La distribución y número de senadores para las elecciones de 2015 quedaron fijados de la siguiente manera:
| Circunscripción                                                                      | Senadores |
| ------------------------------------------------------------------------------------ | --------- |
| Circunscripción provincial                                                           | 4         |
| Gran Canaria, Mallorca y Tenerife                                                    | 3         |
| Ceuta y Melilla                                                                      | 2         |
| Fuerteventura, La Gomera, El Hierro, Ibiza-Formentera, Lanzarote, Menorca y La Palma | 1         |

## Calendario
| Fecha              | Evento |
| ------------------ | --- |
| 27 de octubre      | Publicación en el Boletín Oficial del Estado del decreto de disolución de las Cortes y de convocatoria de elecciones.                   |
| 6 de noviembre     | Fecha tope para que los partidos que quieren presentarse en coalición con otras formaciones lo comuniquen a la Junta Electoral.         |
| 11-16 de noviembre | Plazo para presentar las candidaturas ante la Junta Electoral.                                                                          |
| 18 de noviembre    | Publicación en el Boletín Oficial del Estado de las candidaturas presentadas.                                                           |
| 21 de noviembre    | Fin del plazo para que los españoles residentes en el extranjero soliciten el voto.                                                     |
| 21-25 de noviembre | Sorteos para designar a los miembros de las mesas electorales.                                                                          |
| 24 de noviembre    | Publicación en el Boletín Oficial de Estado de las candidaturas proclamadas una vez subsanadas las posibles irregularidades detectadas. |
| 4 de diciembre     | Comienzo de la campaña electoral a las 00:00 horas.                                                                                     |
| 10 de diciembre    | Fin del plazo para solicitar el voto por correo para los electores residentes en España.                                                |
| 15 de diciembre    | Prohibición de publicar sondeos y encuestas electorales.                                                                                |
| 18 de diciembre    | Finalización de la campaña electoral a las 24:00 horas.                                                                                 |
| 19 de diciembre    | Jornada de reflexión. |
| 20 de diciembre    | Jornada electoral. El Gobierno pasa a estar en funciones hasta la formación del nuevo Ejecutivo.                                        |
| 23 de diciembre    | Tiene lugar el escrutinio general, en el que también se cuentan los votos procedentes del extranjero.                                   |
| 13 de enero        | Constitución de las Cortes Generales.                                                                                                   |

## Proclamación de candidaturas
El 24 de noviembre se publicaron en el Boletín Oficial del Estado las listas definitivas con las candidaturas proclamadas para las elecciones generales. Unas setenta fuerzas políticas concurrieron finalmente a las elecciones, aunque solo ocho de ellas lo hicieron en todas las circunscripcionesː PP, PSOE, Ciudadanos, Podemos, Unidad Popular, UPyD, Recortes Cero-Grupo Verde y PACMA, que concurrieron en solitario o en coalición con otras fuerzas. Las candidaturas de una treintena de fuerzas fueron desestimadas, la mayoría de ellas por no presentar el número mínimo de avales por circunscripción a que les obligaba la ley electoral.

## Campaña electoral
La campaña electoral comenzó a las 0:00 horas del 4 de diciembre con la tradicional pegada de carteles. El Partido Popular, Ciudadanos, Unidad Popular y UPyD arrancaron la campaña en su sede de Madrid, en un hotel, en un teatro y en una sala de la capital respectivamente. El PSOE hizo lo mismo en Getafe. Podemos, en la localidad zamorana de Villaralbo.
Cinco días antes de las elecciones, la legislación electoral prohíbe «la publicación y difusión o reproducción de sondeos electorales por cualquier medio de comunicación». La campaña terminó a las 24:00 horas del 18 de diciembre. A partir de ese momento, la ley prohíbe difundir propaganda electoral y realizar cualquier acto de campaña. El día 19 fue la jornada de reflexión.
El Partido Popular, Ciudadanos y UPyD cerraron la campaña con respectivos mítines en la ciudad de Madrid; el PSOE optó por Fuenlabrada y Unidad Popular por Getafe. Podemos, por su parte, cerró campaña en Valencia.

### Lemas de campaña
Los eslóganes de campaña utilizados por las distintas formaciones son los siguientes:
- PP: España en serio.[39][40]
- PSOE: Un futuro para la mayoría.[41][40]
- Podemos: Un país contigo, Podemos.[40]
- Ciudadanos: Con ilusión.[40]
- Podemos-Compromís: Justament és el moment (‘Justamente es el momento’).[42]
- ERC-CatSí: Defensa el teu vot (‘Defiende tu voto’).[cita requerida]
- DiL: Impossible[40] —‘Imposible’—.
- EAJ-PNV: Lehenik Euskadi. Euskadi es lo que importa[40] (‘Primero Euskadi. Euskadi es lo que importa’).
- IU-UPeC: Por un nuevo país.[40]
- EH Bildu: Bildu erabakira[43] (‘Únete a la decisión’).
- UPyD: Más España.[40]
- UDC: Solucions! (‘¡Soluciones!’).[cita requerida]
- Geroa Bai: Defiende Navarra. Nafarron Hitza Madrilen[44] (‘Defiende Navarra. La voz de los navarros en Madrid’).

### Agresión a Rajoy
El incidente más destacado de la campaña electoral fue la agresión recibida por Mariano Rajoy en un acto de campaña en Pontevedra el 16 de diciembre. A las siete menos diez de la tarde, mientras paseaba junto a la ministra Ana Pastor por las inmediaciones de la iglesia de la Peregrina, Andrés de Vicente Fuentes, por entonces menor de diecisiete años se le acercó y le propinó un puñetazo en la sien. El agresor fue reducido por el equipo de seguridad del presidente y posteriormente trasladado a la comisaría de la ciudad. Rajoy, que quedó aturdido durante unos segundos y con la cara enrojecida, continuó el paseo sin sus gafas, que se rompieron durante la agresión. El agresor resultó estar emparentado con Rajoy, ya que era el hijo de una de las primas de su mujer, y su familia era conocida por simpatizar con el Partido Popular, no obstante, ambas familias afirmaron que nunca habían mantenido relación. A pesar de que Rajoy descartó presentar cargos, el joven fue condenado a dos años de internamiento en régimen cerrado por un delito de atentado a la autoridad del subtipo agravado. En 2019 volvió a agredir a un político, en este caso a Juan Manuel Rosales, coordinador local de Vox en Pontevedra, agresión que se saldó en este caso con un acuerdo prejudicial. En 2020 volvió a ser detenido tras lanzar consigas a favor de ETA y Bildu en un bar y tras agredir a unos clientes.

### Debates electorales

#### En precampaña
- 21 de noviembre. Debate entre Javier Maroto (PP), Patxi López (PSOE), Juan Carlos Girauta (Cs), Íñigo Errejón (Podemos), Antonio Maíllo (IU-UP) y Andrés Herzog (UPyD) organizado por el programa Un tiempo nuevo. Retransmitido en Cuatro. Moderado por Silvia Intxaurrondo.[53]
- 26 de noviembre. Debate entre Javier Maroto (PP), Íñigo Errejón (Podemos), María González Veracruz (PSOE), Andrés Herzog (UPyD), Sol Sánchez (IU-UP) y Fernando de Páramo (Cs) organizado por el capítulo español de Twitter. Con un enfoque juvenil, fue retransmitido en streaming. Moderado por Ángel Carmona.[54]
- 27 de noviembre. Debate entre Pablo Iglesias (Podemos) y Albert Rivera (Cs) en la Universidad Carlos III, organizado por la Asociación Demos. Pedro Sánchez (PSOE) y Mariano Rajoy (PP), que también fueron invitados, no pudieron asistir ya que tenían la agenda ocupada en otros actos. Retransmitido en streaming. Moderado por Carlos Alsina.[55]
- 30 de noviembre. Debate entre Pedro Sánchez (PSOE), Albert Rivera (Cs) y Pablo Iglesias (Podemos) organizado por el diario El País. Moderado por Carlos de Vega. Mariano Rajoy (PP) fue invitado, pero no asistió; la opción de Soraya Sáenz de Santamaría fue rechazada por El País.[56] Retransmitido en streaming por 50 medios informativos de ámbito nacional e internacional.[57]
- 1 de diciembre. Debate entre los cabezas de lista de Partido Popular, Partido Socialista Obrero Español, Unidad Popular, Podemos y Ciudadanos por Málaga organizado por el diario Sur. Moderado por Manuel Castillo.[58]
- 2 de diciembre. Debate entre los cabezas de lista de Partido Popular, Partido Socialista Obrero Español, Unidad Popular, Unión Progreso y Democracia, Podemos-Compromís y Ciudadanos por Valencia organizado por Radio Valencia. Moderado por Bernardo Guzmán.[59]

#### En campaña
- 4 de diciembre. Debate entre los cabezas de lista de Partido Popular, Partido Socialista Obrero Español, Unidad Popular, Ciudadanos y Podemos por la circunscripción de Córdoba organizado por el club CDU (Córdoba Debate Universitario) en la sede del Círculo de la Amistad.[60][61]
- 7 de diciembre. Debate entre Soraya Sáenz de Santamaría (PP), Pedro Sánchez (PSOE), Albert Rivera (Cs) y Pablo Iglesias (Podemos) organizado por Atresmedia. Mariano Rajoy (PP) fue invitado, pero rechazó asistir. Retransmitido por Antena 3 y su señal internacional, La Sexta, Onda Cero e internet a través de streaming. Moderado por Ana Pastor y Vicente Vallés.[62]
- 9 de diciembre. Debate entre Pablo Casado (PP), Antonio Hernando (PSOE), Alberto Garzón (IU-UP), Andrés Herzog (UPyD), Marta Rivera (Cs), Íñigo Errejón (Podemos), Montserrat Surroca (UDC), Aitor Esteban (PNV) y Miquel Puig (DiL) organizado por RTVE. Retransmitido en La 1.[63]
- 10 de diciembre. Debate entre los cabezas de lista de Unión del Pueblo Navarro-Partido Popular, Partido Socialista de Navarra, Geroa Bai, Bildu, Podemos, Unidad Popular-Ahal Dugu y Ciudadanos, organizado por la AND (Asociación Navarra de Debate) en la Sala Polivalente del Parlamento de Navarra.
- 14 de diciembre. Cara a cara entre Mariano Rajoy (PP) y Pedro Sánchez (PSOE) organizado por la Academia de las Ciencias y las Artes de Televisión.[64]

## Encuestas

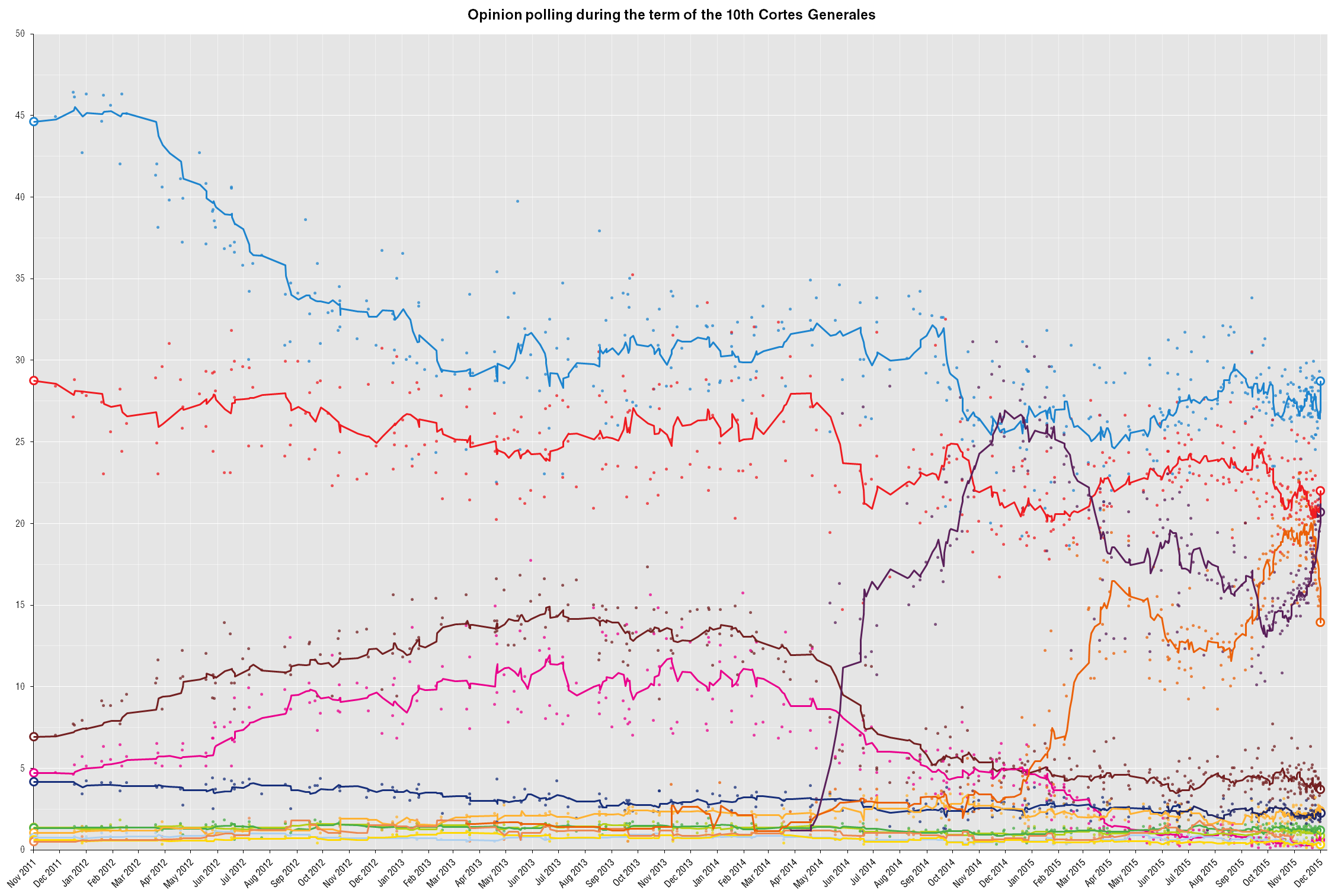
Evolución de la estimación de voto.

## Jornada electoral

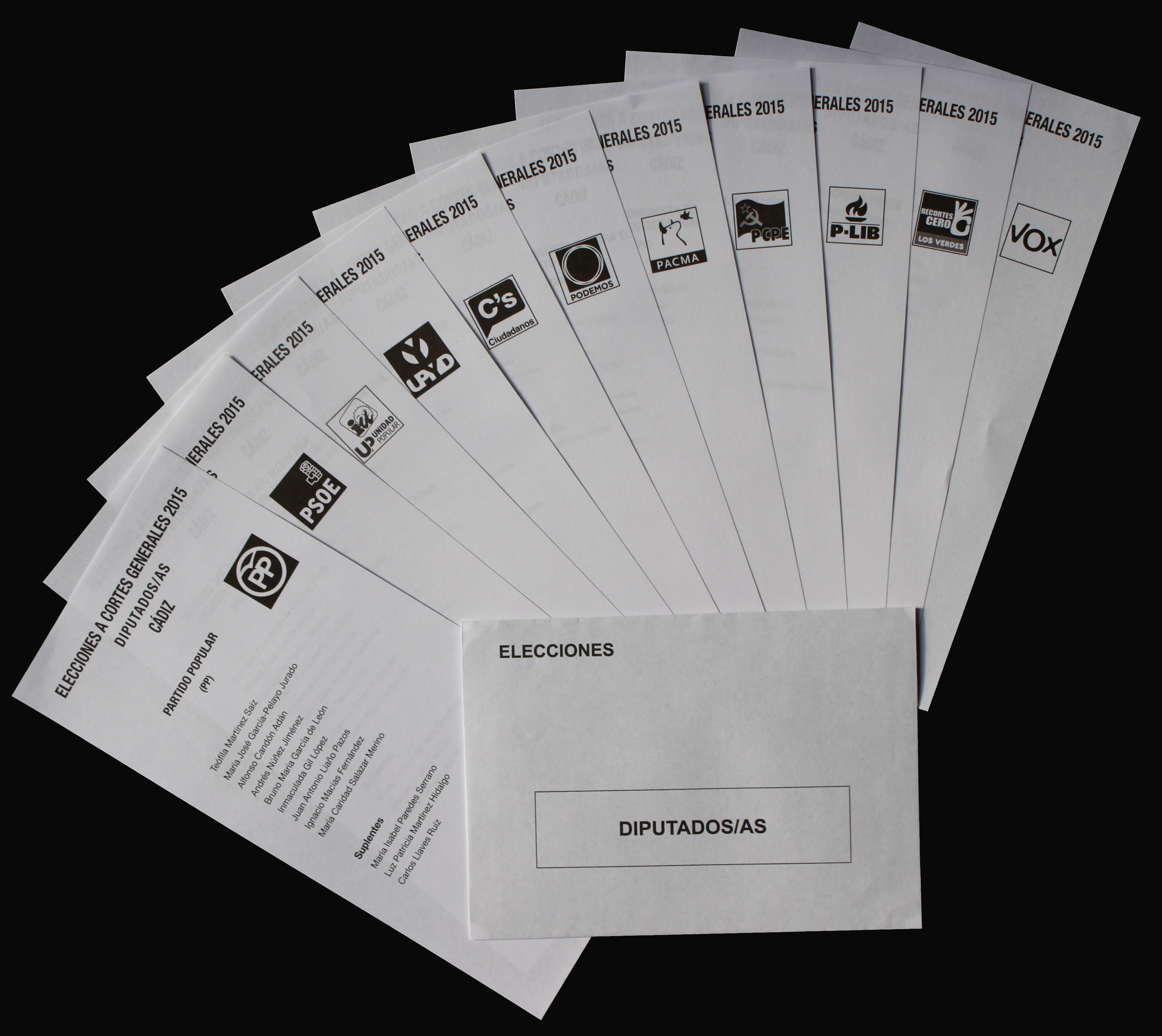
Papeletas electorales para las Elecciones a las Cortes Generales de 2015 por la circunscripción de Cádiz.

### Participación
|  | 37,01 % |

|  | 37,88 % |

|  | 58,37 % |

|  | 57,65 % |

|  | 73,20 % |

|  | 71,71 % |

### Escrutinio

#### Congreso de los Diputados
|  | 28,71 % |

|  | 35,14 % |

|  | 22,00 % |

|  | 25,71 % |

|  | 13,94 % |

|  | 11,43 % |

|  | 12,67 % |

|  | 12,00 % |

|  | 3,69 % |

|  | 3,43 % |

|  | 3,68 % |

|  | 0,57 % |

|  | 2,67 % |

|  | 2,57 % |

|  | 2,39 % |

|  | 2,57 % |

|  | 2,25 % |

|  | 2,29 % |

|  | 1,63 % |

|  | 1,71 % |

|  | 1,20 % |

|  | 1,71 % |

|  | 0,87 % |

|  | 0 % |

|  | 0,87 % |

|  | 0,57 % |

|  | 0,62 % |

|  | 0 % |

|  | 0,32 % |

|  | 0,29 % |

|  | 0,28 % |

|  | 0 % |

|  | 0,26 % |

|  | 0 % |

|  | 0,23 % |

|  | 0 % |

|  | 0,19 % |

|  | 0 % |

|  | 0,13 % |

|  | 0 % |

|  | 0,12 % |

|  | 0 % |

|  | 0,12 % |

|  | 0 % |

|  | 0,05 % |

|  | 0 % |

|  | 0,04 % |

|  | 0 % |

|  | 0,04 % |

|  | 0 % |

|  | 0,03 % |

|  | 0 % |

|  | 0,03 % |

|  | 0 % |

|  | 0,02 % |

|  | 0 % |

|  | 0,02 % |

|  | 0 % |

|  | 0,02 % |

|  | 0 % |

|  | 0,01 % |

|  | 0 % |

|  | 0,01 % |

|  | 0 % |

|  | 0,01 % |

|  | 0 % |

|  | 0,01 % |

|  | 0 % |

|  | 0,01 % |

|  | 0 % |

|  | 0,01 % |

|  | 0 % |

|  | 0,01 % |

|  | 0 % |

|  | 0,01 % |

|  | 0 % |

|  | 0,01 % |

|  | 0 % |

|  | 0,01 % |

|  | 0 % |

|  | 0,01 % |

|  | 0 % |

|  | 0,01 % |

|  | 0 % |

|  | 0,00 % |

|  | 0 % |

|  | 0,00 % |

|  | 0 % |

|  | 0,00 % |

|  | 0 % |

|  | 0,00 % |

|  | 0 % |

|  | 0,00 % |

|  | 0 % |

|  | 0,00 % |

|  | 0 % |

|  | 0,00 % |

|  | 0 % |

|  | 0,00 % |

|  | 0 % |

|  | 0,00 % |

|  | 0 % |

|  | 0,00 % |

|  | 0 % |

|  | 0,00 % |

|  | 0 % |

|  | 0,00 % |

|  | 0 % |

|  | 0,00 % |

|  | 0 % |

|  | 0,00 % |

|  | 0 % |

|  | 100 % |

|  | 69,67 % |

|  | 99,11 % |

|  | 98,37 % |

|  | 0,75 % |

|  | 0,89 % |

|  | 30,33 % |

##### Resultados por autonomía
| Autonomía            |       |       |       |       |       |      |       |       |       |       |       |       |      | Dif.   | Part. |
| -------------------- | ----- | ----- | ----- | ----- | ----- | ---- | ----- | ----- | ----- | ----- | ----- | ----- | ---- | ------ | ----- |
| Andalucía            | 29,10 | 31,53 | 13,77 | 16,86 |       | 5,77 |       |       |       |       |       |       |      | +2,43  | 71,34 |
| Aragón               | 31,34 | 23,06 | 17,21 | 18,56 |       | 6,16 |       |       |       |       |       |       |      | +8,28  | 74,71 |
| Asturias             | 30,14 | 23,27 | 13,56 | 21,33 |       | 8,45 |       |       |       |       |       |       |      | +6,87  | 71,21 |
| Cantabria            | 36,94 | 22,42 | 15,25 | 17,84 |       | 4,42 |       |       |       |       |       |       |      | +14,52 | 76,00 |
| Castilla-La Mancha   | 38,17 | 28,38 | 13,76 | 13,62 |       | 3,58 |       |       |       |       |       |       |      | +9,79  | 76,49 |
| Castilla y León      | 39,15 | 22,48 | 15,36 | 15,03 |       | 4,56 |       |       |       |       |       |       |      | +16,57 | 75,94 |
| Cataluña             | 11,12 | 15,70 | 13,05 |       | 24,74 |      |       | 15,98 | 15,08 |       |       |       |      | +8,76  | 70,98 |
| Comunidad de Madrid  | 33,46 | 17,88 | 18,80 | 20,86 |       | 5,26 |       |       |       |       |       |       |      | +12,60 | 77,75 |
| Comunidad Valenciana | 31,30 | 19,84 | 15,84 |       |       | 4,17 | 25,09 | 0,09  |       |       |       |       |      | +6,27  | 76,58 |
| Extremadura          | 34,82 | 36,00 | 11,37 | 12,64 |       | 3,01 |       |       |       |       |       |       |      | +1,18  | 74,11 |
| Galicia              | 37,10 | 21,33 | 9,07  |       |       |      |       |       |       | 25,04 |       |       |      | +12,60 | 73,00 |
| Islas Baleares       | 29,07 | 18,31 | 14,78 | 23,05 |       | 2,37 |       |       |       |       |       |       |      | +6,02  | 65,21 |
| Canarias             | 28,54 | 21,99 | 11,42 | 23,28 |       | 3,12 |       |       |       |       |       |       | 8,24 | +5,26  | 65,66 |
| La Rioja             | 38,35 | 23,71 | 15,13 | 15,82 |       | 4,19 |       |       |       |       |       |       |      | +14,64 | 76,65 |
| Murcia               | 40,44 | 20,32 | 17,67 | 15,16 |       | 3,13 |       |       |       |       |       |       |      | +20,12 | 72,96 |
| Navarra              | 28,93 | 15,53 | 7,05  | 22,99 |       | 4,11 |       |       |       |       |       | 9,90  |      | +5,94  | 74,28 |
| País Vasco           | 11,62 | 13,25 | 4,09  | 25,97 |       | 2,94 |       |       |       |       | 24,75 | 15,07 |      | +1,22  | 71,45 |
| Ceuta                | 44,89 | 23,07 | 13,29 | 14,06 |       | 1,30 |       |       |       |       |       |       |      | +21,82 | 56,46 |
| Melilla              | 43,93 | 24,59 | 15,55 | 11,44 |       | 1,29 |       |       |       |       |       |       |      | +19,34 | 53,30 |
| Total                | 28,72 | 22,01 | 13,93 | 12,76 | 3,72  | 3,67 | 2,69  | 2,39  | 2,25  | 1,64  | 1,20  | 0,87  | 0,33 | +6,71  | 73,21 |
| Fuente: El País      |       |       |       |       |       |      |       |       |       |       |       |       |      |        |       |

##### Resultados por circunscripciones
| Circunscripción                 |     |    |    |    |    |   |   |   |   |   |   |   |   | Total |
| ------------------------------- | --- | -- | -- | -- | -- | - | - | - | - | - | - | - | - | ----- |
| Álava                           | 1   | 1  | 1  | 0  |    |   |   |   |   | 1 | 0 | 0 |   | 4     |
| Albacete                        | 2   | 1  | 0  | 1  |    |   |   |   |   |   | 0 |   |   | 4     |
| Alicante                        | 4   | 3  |    | 2  |    | 3 |   |   |   |   | 0 |   |   | 12    |
| Almería                         | 2   | 2  | 1  | 1  |    |   |   |   |   |   | 0 |   |   | 6     |
| Asturias                        | 3   | 2  | 2  | 1  |    |   |   |   |   |   | 0 |   |   | 8     |
| Ávila                           | 2   | 1  | 0  | 0  |    |   |   |   |   |   | 0 |   |   | 3     |
| Badajoz                         | 2   | 3  | 1  | 0  |    |   |   |   |   |   | 0 |   |   | 6     |
| Baleares, Islas                 | 3   | 2  | 2  | 1  |    |   |   |   |   |   | 0 |   |   | 8     |
| Barcelona                       | 4   | 5  |    | 4  | 9  |   | 5 | 4 |   |   |   |   |   | 31    |
| Burgos                          | 2   | 1  | 1  | 0  |    |   |   |   |   |   | 0 |   |   | 4     |
| Cáceres                         | 2   | 2  | 0  | 0  |    |   |   |   |   |   | 0 |   |   | 4     |
| Cádiz                           | 3   | 3  | 2  | 1  |    |   |   |   |   |   | 0 |   |   | 9     |
| Cantabria                       | 2   | 1  | 1  | 1  |    |   |   |   |   |   | 0 |   |   | 5     |
| Castellón                       | 2   | 1  |    | 1  |    | 1 |   |   |   |   | 0 |   |   | 5     |
| Ceuta                           | 1   | 0  | 0  | 0  |    |   |   |   |   |   | 0 |   |   | 1     |
| Ciudad Real                     | 3   | 2  | 0  | 0  |    |   |   |   |   |   | 0 |   |   | 5     |
| Córdoba                         | 2   | 2  | 1  | 1  |    |   |   |   |   |   | 0 |   |   | 6     |
| Coruña, La                      | 3   | 2  |    | 1  |    |   |   |   | 2 |   |   |   |   | 8     |
| Cuenca                          | 2   | 1  | 0  | 0  |    |   |   |   |   |   | 0 |   |   | 3     |
| Gerona                          | 0   | 1  |    | 0  | 1  |   | 2 | 2 |   |   |   |   |   | 6     |
| Granada                         | 3   | 2  | 1  | 1  |    |   |   |   |   |   | 0 |   |   | 7     |
| Guadalajara                     | 1   | 1  | 0  | 1  |    |   |   |   |   |   | 0 |   |   | 3     |
| Guipúzcoa                       | 0   | 1  | 2  | 0  |    |   |   |   |   | 2 | 0 | 1 |   | 6     |
| Huelva                          | 2   | 2  | 1  | 0  |    |   |   |   |   |   | 0 |   |   | 5     |
| Huesca                          | 1   | 1  | 1  | 0  |    |   |   |   |   |   | 0 |   |   | 3     |
| Jaén                            | 2   | 3  | 0  | 0  |    |   |   |   |   |   | 0 |   |   | 5     |
| León                            | 2   | 1  | 1  | 1  |    |   |   |   |   |   | 0 |   |   | 5     |
| Lérida                          | 0   | 1  |    | 0  | 1  |   | 1 | 1 |   |   |   |   |   | 4     |
| Lugo                            | 2   | 1  |    | 0  |    |   |   |   | 1 |   |   |   |   | 4     |
| Madrid                          | 13  | 6  | 8  | 7  |    |   |   |   |   |   | 2 |   |   | 36    |
| Málaga                          | 4   | 3  | 2  | 2  |    |   |   |   |   |   | 0 |   |   | 11    |
| Melilla                         | 1   | 0  | 0  | 0  |    |   |   |   |   |   | 0 |   |   | 1     |
| Murcia                          | 5   | 2  | 1  | 2  |    |   |   |   |   |   | 0 |   |   | 10    |
| Navarra                         | 2   | 1  | 2  | 0  |    |   |   |   |   |   | 0 | 0 |   | 5     |
| Orense                          | 2   | 1  |    | 0  |    |   |   |   | 1 |   |   |   |   | 4     |
| Palencia                        | 2   | 1  | 0  | 0  |    |   |   |   |   |   | 0 |   |   | 3     |
| Palmas, Las                     | 3   | 2  | 2  | 1  |    |   |   |   |   |   | 0 |   | 0 | 8     |
| Pontevedra                      | 3   | 2  |    | 0  |    |   |   |   | 2 |   |   |   |   | 7     |
| Rioja, La                       | 2   | 1  | 1  | 0  |    |   |   |   |   |   | 0 |   |   | 4     |
| Salamanca                       | 2   | 1  | 0  | 1  |    |   |   |   |   |   | 0 |   |   | 4     |
| Santa Cruz de Tenerife          | 2   | 2  | 1  | 1  |    |   |   |   |   |   | 0 |   | 1 | 7     |
| Segovia                         | 2   | 1  | 0  | 0  |    |   |   |   |   |   | 0 |   |   | 3     |
| Sevilla                         | 3   | 5  | 2  | 2  |    |   |   |   |   |   | 0 |   |   | 12    |
| Soria                           | 1   | 1  | 0  | 0  |    |   |   |   |   |   | 0 |   |   | 2     |
| Tarragona                       | 1   | 1  |    | 1  | 1  |   | 1 | 1 |   |   |   |   |   | 6     |
| Teruel                          | 2   | 1  | 0  | 0  |    |   |   |   |   |   | 0 |   |   | 3     |
| Toledo                          | 2   | 2  | 1  | 1  |    |   |   |   |   |   | 0 |   |   | 6     |
| Valencia                        | 5   | 3  |    | 2  |    | 5 |   |   |   |   | 0 |   |   | 15    |
| Valladolid                      | 2   | 1  | 1  | 1  |    |   |   |   |   |   | 0 |   |   | 5     |
| Vizcaya                         | 1   | 1  | 2  | 0  |    |   |   |   |   | 3 | 0 | 1 |   | 8     |
| Zamora                          | 2   | 1  | 0  | 0  |    |   |   |   |   |   | 0 |   |   | 3     |
| Zaragoza                        | 3   | 2  | 1  | 1  |    |   |   |   |   |   | 0 |   |   | 7     |
| TOTAL                           | 123 | 90 | 42 | 40 | 12 | 9 | 9 | 8 | 6 | 6 | 2 | 2 | 1 | 350   |
| Fuente: Junta Electoral Central |     |    |    |    |    |   |   |   |   |   |   |   |   |       |

#### Senado
|                                 | Partido Popular (en coalición con Partido Aragonés, Unión del Pueblo Navarro y Foro) PP-PAR-UPN-FORO | 124 | –12 |
|                                 | Partido Socialista Obrero Español - Nueva Canarias PSOE-NCa                                          | 47  | –1  |
|                                 | Podemos PODEMOS                                                                                      | 9   |     |
|                                 | Esquerra Republicana de Catalunya-Catalunya Sí ERC-CATSÍ                                             | 6   | +6  |
|                                 | Democràcia i Llibertat. Convergència. Demòcrates. Reagrupament DI                                    | 6   |     |
|                                 | Euzko Alderdi Jeltzalea-Partido Nacionalista Vasco EAJ-PNV                                           | 6   | +2  |
|                                 | En Comú Podem EN COMÚ                                                                                | 4   |     |
|                                 | En Marea PODEMOS-En Marea-ANOVA-EU                                                                   | 2   |     |
|                                 | Compromís-Podemos-És el moment PODEMOS-COMPROMÍS                                                     | 1   |     |
|                                 | Cambio-Aldaketa CAMBIO-ALDAKETA                                                                      | 1   |     |
|                                 | Coalición Canaria-Partido Nacionalista Canario CCa-PNC                                               | 1   | =   |
|                                 | Agrupación Socialista Gomera ASG                                                                     | 1   |     |
| Fuente: Junta Electoral Central | |     |     |

##### Resultado por circunscripciones
| Circunscripción                 |     |    |   |   |   |   |   |   |   |   |   |   |   |   | Total |
| ------------------------------- | --- | -- | - | - | - | - | - | - | - | - | - | - | - | - | ----- |
| Álava                           | 1   | 0  | 3 | 0 |   |   |   |   |   | 0 | 0 |   |   |   | 4     |
| Albacete                        | 3   | 1  | 0 | 0 |   |   |   |   |   |   | 0 |   |   |   | 4     |
| Alicante                        | 3   | 1  |   | 0 |   | 0 |   |   |   |   | 0 |   |   |   | 4     |
| Almería                         | 3   | 1  | 0 | 0 |   |   |   |   |   |   | 0 |   |   |   | 4     |
| Asturias                        | 3   | 1  | 0 | 0 |   |   |   |   |   |   | 0 |   |   |   | 4     |
| Ávila                           | 3   | 1  | 0 | 0 |   |   |   |   |   |   | 0 |   |   |   | 4     |
| Badajoz                         | 1   | 3  | 0 | 0 |   |   |   |   |   |   | 0 |   |   |   | 4     |
| Barcelona                       | 0   | 0  |   | 0 | 3 |   | 1 | 0 |   |   |   |   |   |   | 4     |
| Burgos                          | 3   | 1  | 0 | 0 |   |   |   |   |   |   | 0 |   |   |   | 4     |
| Cáceres                         | 3   | 1  | 0 | 0 |   |   |   |   |   |   | 0 |   |   |   | 4     |
| Cádiz                           | 3   | 1  | 0 | 0 |   |   |   |   |   |   | 0 |   |   |   | 4     |
| Cantabria                       | 3   | 1  | 0 | 0 |   |   |   |   |   |   | 0 |   |   |   | 4     |
| Castellón                       | 3   | 1  |   | 0 |   | 0 |   |   |   |   | 0 |   |   |   | 4     |
| Ceuta                           | 2   | 0  | 0 | 0 |   |   |   |   |   |   | 0 |   |   |   | 1     |
| Ciudad Real                     | 3   | 1  | 0 | 0 |   |   |   |   |   |   | 0 |   |   |   | 4     |
| Córdoba                         | 1   | 3  | 0 | 0 |   |   |   |   |   |   | 0 |   |   |   | 4     |
| Coruña, La                      | 3   | 0  |   | 0 |   |   |   |   | 1 |   |   |   |   |   | 4     |
| Cuenca                          | 3   | 1  | 0 | 0 |   |   |   |   |   |   | 0 |   |   |   | 4     |
| Ibiza-Formentera                | 1   | 0  | 0 | 0 |   |   |   |   |   |   | 0 |   |   |   | 1     |
| El Hierro                       | 0   | 0  | 0 | 0 |   |   |   |   |   |   | 0 |   | 1 |   | 1     |
| Fuerteventura                   | 1   | 0  | 0 | 0 |   |   |   |   |   |   | 0 |   | 0 |   | 1     |
| Gerona                          | 0   | 0  |   | 0 | 0 |   | 2 | 2 |   |   |   |   |   |   | 4     |
| Gran Canaria                    | 2   | 0  | 1 | 0 |   |   |   |   |   |   | 0 |   | 0 |   | 3     |
| Granada                         | 2   | 2  | 0 | 0 |   |   |   |   |   |   | 0 |   |   |   | 4     |
| Guadalajara                     | 3   | 1  | 0 | 0 |   |   |   |   |   |   | 0 |   |   |   | 4     |
| Guipúzcoa                       | 0   | 0  | 1 | 0 |   |   |   |   |   | 3 | 0 |   |   |   | 4     |
| Huelva                          | 1   | 3  | 0 | 0 |   |   |   |   |   |   | 0 |   |   |   | 4     |
| Huesca                          | 3   | 1  | 0 | 0 |   |   |   |   |   |   | 0 |   |   |   | 4     |
| Jaén                            | 1   | 3  | 0 | 0 |   |   |   |   |   |   | 0 |   |   |   | 4     |
| La Gomera                       | 0   | 0  | 0 | 0 |   |   |   |   |   |   | 0 |   |   | 1 | 1     |
| Lanzarote                       | 0   | 0  | 1 | 0 |   |   |   |   |   |   | 0 |   | 0 |   | 1     |
| León                            | 3   | 1  | 0 | 0 |   |   |   |   |   |   | 0 |   |   |   | 4     |
| Lérida                          | 0   | 0  |   | 0 | 0 |   | 1 | 3 |   |   |   |   |   |   | 4     |
| Lugo                            | 3   | 1  |   | 0 |   |   |   |   | 0 |   |   |   |   |   | 4     |
| Madrid                          | 3   | 0  | 1 | 0 |   |   |   |   |   |   | 0 |   |   |   | 4     |
| Málaga                          | 3   | 1  | 0 | 0 |   |   |   |   |   |   | 0 |   |   |   | 4     |
| Mallorca                        | 2   | 0  | 1 | 0 |   |   |   |   |   |   | 0 |   |   |   | 3     |
| Menorca                         | 1   | 0  | 0 | 0 |   |   |   |   |   |   | 0 |   |   |   | 1     |
| Melilla                         | 2   | 0  | 0 | 0 |   |   |   |   |   |   | 0 |   |   |   | 2     |
| Murcia                          | 3   | 1  | 0 | 0 |   |   |   |   |   |   | 0 |   |   |   | 4     |
| Navarra                         | 3   | 0  | 0 | 0 |   |   |   |   |   |   | 0 | 1 |   |   | 4     |
| Orense                          | 3   | 1  |   | 0 |   |   |   |   | 0 |   |   |   |   |   | 4     |
| Palencia                        | 3   | 1  | 0 | 0 |   |   |   |   |   |   | 0 |   |   |   | 4     |
| Palma, La                       | 1   | 0  | 0 | 0 |   |   |   |   |   |   | 0 |   | 0 |   | 1     |
| Pontevedra                      | 3   | 0  |   | 0 |   |   |   |   | 1 |   |   |   |   |   | 4     |
| Rioja, La                       | 3   | 1  | 0 | 0 |   |   |   |   |   |   | 0 |   |   |   | 4     |
| Salamanca                       | 3   | 1  | 0 | 0 |   |   |   |   |   |   | 0 |   |   |   | 4     |
| Segovia                         | 3   | 1  | 0 | 0 |   |   |   |   |   |   | 0 |   |   |   | 4     |
| Sevilla                         | 1   | 3  | 0 | 0 |   |   |   |   |   |   | 0 |   |   |   | 4     |
| Soria                           | 3   | 1  | 0 | 0 |   |   |   |   |   |   | 0 |   |   |   | 2     |
| Tarragona                       | 0   | 0  |   | 0 | 1 |   | 2 | 1 |   |   |   |   |   |   | 6     |
| Teruel                          | 3   | 1  | 0 | 0 |   |   |   |   |   |   | 0 |   |   |   | 4     |
| Tenerife                        | 2   | 1  | 0 | 0 |   |   |   |   |   |   | 0 |   |   |   | 3     |
| Toledo                          | 3   | 1  | 0 | 0 |   |   |   |   |   |   | 0 |   |   |   | 4     |
| Valencia                        | 3   | 0  |   | 0 |   | 1 |   |   |   |   | 0 |   |   |   | 4     |
| Valladolid                      | 3   | 1  | 0 | 0 |   |   |   |   |   |   | 0 |   |   |   | 4     |
| Vizcaya                         | 0   | 0  | 1 | 0 |   |   |   |   |   | 3 | 0 |   |   |   | 4     |
| Zamora                          | 3   | 1  | 0 | 0 |   |   |   |   |   |   | 0 |   |   |   | 4     |
| Zaragoza                        | 3   | 1  | 0 | 0 |   |   |   |   |   |   | 0 |   |   |   | 4     |
| Total                           | 124 | 47 | 9 | 0 | 4 | 1 | 6 | 6 | 2 | 6 | 0 | 1 | 1 | 1 | 208   |
| Fuente: Junta Electoral Central |     |    |   |   |   |   |   |   |   |   |   |   |   |   |       |

## Constitución de las Cortes
Las Cortes Generales se constituyeron el 13 de enero de 2016 a las diez de la mañana. Ese mismo día se eligió a los miembros de la Mesa de ambas Cámaras.